# Natação nos Jogos Olímpicos de Verão de 1900

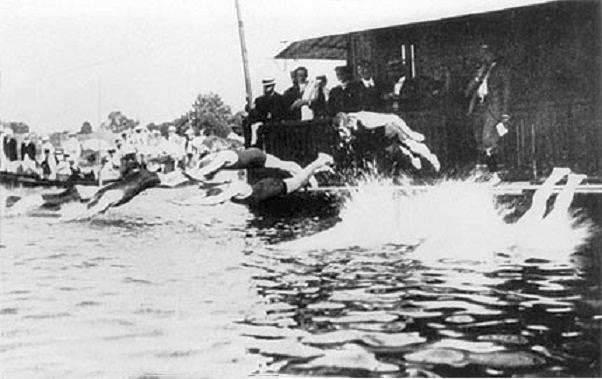
Nadadores largam em umas das provas da natação disputadas nos Jogos de Paris 1900

A natação nos Jogos Olímpicos de Verão de 1900 foi realizada em Paris, França. Sete eventos foram disputados, todos para homens.

## Medalhistas
Masculino
| Evento                        | Ouro | Prata                                                                                    | Bronze                                                                                             |
| ----------------------------- | --- | ---------------------------------------------------------------------------------------- | -------------------------------------------------------------------------------------------------- |
| 200 m livre detalhes          | Frederick Lane AUS Austrália                                                                                             | Zoltán Halmay HUN Hungria                                                                | Karl Ruberl AUT Áustria                                                                            |
| 1000 m livre detalhes         | John Arthur Jarvis GBR Grã-Bretanha                                                                                      | Otto Wahle AUT Áustria                                                                   | Zoltán Halmay HUN Hungria                                                                          |
| 4000 m livre detalhes         | John Arthur Jarvis GBR Grã-Bretanha                                                                                      | Zoltán Halmay HUN Hungria                                                                | Louis Martin FRA França                                                                            |
| 200 m costas detalhes         | Ernst Hoppenberg GER Alemanha                                                                                            | Karl Ruberl AUT Áustria                                                                  | Johannes Drost NED Países Baixos                                                                   |
| 200 m por equipe detalhes     | Deutscher Schwimm Verband Berlin Ernst Hoppenberg Max Hainle Julius Frey Max Schöne Herbert von Petersdorff GER Alemanha | Tritons Lillois Maurice Hochepied Victor Hochepied Bertrand Verbecke M. Cadet FRA França | Pupilles de Neptune de Lille Tartara Louis Martin Désiré Merchez Jean Leuillieux Houben FRA França |
| 200 m com obstáculos detalhes | Frederick Lane AUS Austrália                                                                                             | Otto Wahle AUT Áustria                                                                   | Peter Kemp GBR Grã-Bretanha                                                                        |
| Nado subaquático detalhes     | Charles de Vendeville FRA França                                                                                         | André Six FRA França                                                                     | Peder Lykkeberg DEN Dinamarca                                                                      |

## Quadro de medalhas
| Ordem | País              | Medalha de ouro | Medalha de prata | Medalha de bronze |    |
| ----- | ----------------- | --------------- | ---------------- | ----------------- | -- |
| 1     | GBR Grã-Bretanha  | 2               |                  | 1                 | 3  |
| 2     | GER Alemanha      | 2               |                  |                   | 2  |
| 2     | AUS Austrália     | 2               |                  |                   | 2  |
| 4     | FRA França        | 1               | 2                | 2                 | 5  |
| 5     | AUT Áustria       |                 | 3                | 1                 | 4  |
| 6     | HUN Hungria       |                 | 2                | 1                 | 3  |
| 7     | DEN Dinamarca     |                 |                  | 1                 | 1  |
| 7     | NED Países Baixos |                 |                  | 1                 | 1  |
| TOTAL | TOTAL             | 7               | 7                | 7                 | 21 |